# Mount Carmel (Floryda)
Mount Carmel – jednostka osadnicza w Stanach Zjednoczonych, w stanie Floryda, w hrabstwie Santa Rosa. W osadzie znajduje się kościół metodystyczny wraz z przynależnym cmentarzem.